# Bataille de Kouri Bougoudi (2019)
La bataille de Kouri Bougoudi a lieu le 12 janvier 2019 et oppose les rebelles tchadiens du CCMSR aux rebelles soudanais du MJE.

## Prélude
Située à l'extrême nord du Tchad, près de la frontière avec la Libye, Kouri Bougoudi est une zone aurifère, où affluent depuis 2012 des orpailleurs, malgré les interdictions du gouvernement tchadien. Des tensions entre les populations touboues du Tibesti et les orpailleurs zaghawas dégénèrent à plusieurs reprises en affrontements armés.
Entre le 27 et le 29 décembre 2018, des affrontements particulièrement violents ont lieu entre Arabes libyens et Ouaddaïens tchadiens, faisant au moins 30 morts et 200 blessés selon la Convention tchadienne des droits de l'homme (CTDH). Des Darfouri auraient également été tués, ce qui pourrait avoir poussé le Mouvement pour la justice et l'égalité (MJE) à mener une expédition punitive.

## Déroulement
Le 12 janvier 2019, les rebelles soudanais du Mouvement pour la justice et l'égalité (MJE), proches du régime d'Idriss Déby, attaquent depuis la Libye avec plusieurs dizaines de véhicules les rebelles tchadiens du Conseil de commandement militaire pour le salut de la République (CCMSR) sur le site aurifère de Kouri Bougoudi. Deux affrontements ont lieu au cours de la journée.
Le CCMSR affirme également que des forces gouvernementales tchadiennes ont épaulé le MJE lors d'un second accrochage dans la soirée.

## Pertes
Selon l'AFP et RFI, les combats font des dizaines de morts,. Mahamat Ali, le chef d'un nouveau groupe rebelle tchadien, le Mouvement pour le développement et la démocratie (MDD), donne un bilan de 67 morts pour les rebelles soudanais, contre 3 morts et 12 blessés du côté des rebelles tchadiens,.